# Wheeler Dealers
Wheeler Dealers is een Brits televisieprogramma over auto's. Het uitgangspunt van het programma is dat een oude en herstelbare auto wordt opgekocht, opgeknapt en met winst wordt verder verkocht. De eerste aflevering vond plaats op 7 oktober 2003 en van het programma zijn 18 seizoenen uitgezonden op Discovery Channel. 
Aanvankelijk startte men met het opknappen van auto's vanuit een garage in Engeland, maar vanaf seizoen 12 werd het programma opgenomen in de Amerikaanse staat Californië, om zo meer afleveringen mogelijk te maken. Vanaf seizoen 17 keerde het programma terug naar Engeland in een vernieuwde garage.

## Plot
Het televisieprogramma wordt gepresenteerd door Mike Brewer, die in elke aflevering op zoek gaat naar een auto met enige gebreken en deze aankoopt om deze vervolgens aan de monteur te overhandigen en deze te laten opknappen. Edd China diende als monteur van het programma voor seizoen 1 tot en met 13, hij werd opgevolgd door Ant Anstead voor seizoen 14 tot en met seizoen 16. Vanaf seizoen 17 werd Marc Priestley de monteur.

## Afleveringen
| Seizoen | Afleveringen | Eerste uitzenddatum |
| ------- | ------------ | ------------------- |
| 1       | 12           | 7 oktober 2003      |
| 2       | 12           | 10 augustus 2004    |
| 3       | 12           | 23 augustus 2005    |
| 4       | 12           | 29 augustus 2006    |
| 5       | 12           | 28 oktober 2008     |
| 6       | 20           | 5 mei 2009          |
| 7       | 10           | 4 mei 2010          |
| 8       | 10           | 5 april 2011        |
| 9       | 15           | 20 maart 2012       |
| 10      | 12           | 19 februari 2013    |
| 11      | 15           | 17 maart 2014       |
| 12      | 20           | 23 maart 2015       |
| 13      | 18           | 9 mei 2016          |
| 14      | 18           | 5 oktober 2017      |
| 15      | 27           | 3 oktober 2018      |
| 16      | 13           | 31 augustus 2020    |
| 17      | 10           | 30 augustus 2021    |
| 18      | 11           | 20 maart 2023       |